# شريف أباد (حومة أبهر)
شریف أباد (بالفارسية: شریف‌آباد) هي قرية تقع في إيران في منطقة مركزية ريفية. يقدر عدد سكانها بـ 5,521 نسمة .